# Rum (eiland)
Rùm is een eiland van de Binnen-Hebriden, zuidelijk van Skye, met ongeveer 30 inwoners. Het hoogste punt ligt op 810 meter. Rùm is iets groter dan Terschelling, maar slechts zeer dunbevolkt. Een bekend bouwwerk op het eiland is Kinloch Castle.